# David Kaufman
David Kaufman (St. Louis, 23. srpnja, 1961.), američki je glumac.

## Vanjske poveznice
- David Kaufman na IMDB-u